# Paul Repiton-Préneuf
Paul Repiton-Préneuf (né le 18 octobre 1904 à Goncelin et mort le 6 novembre 1962 à Paris 16e) est un Français libre, proche collaborateur du général Catroux puis du général Leclerc dans la 2e DB puis en Indochine.

## Famille, études et début de carrière
Fils de Léon, conservateur des Eaux et Forêts et de Marie Dumolard, Paul Repiton-Préneuf épouse en août 1939 Marguerite Charbonnier, née le 2 décembre 1905 à Tananarive. Ancien élève de l'École polytechnique (X1923) et de l'École nationale supérieure du pétrole à Strasbourg, il entre à l'Asiatic Petroleum Company à Londres en septembre 1931. Anticonformiste et ouvert aux différentes formes de culture, il parcourt ensuite le monde. Il séjourne au Texas où, parallèlement à son métier il mène une expérience communautaire auprès d'amérindiens d'Amérique du Sud et ensuite à Chicago où il est professeur de mathématiques. Il séjourne aussi en Inde et en Indochine où il représente Shell de 1932 à 1935. Il en revient en effectuant un voyage en Peugeot 5 cv Saïgon - Stockholm. Il devient directeur de la Shell en Syrie de 1936 à 1938.

## Français libre pendant la Seconde Guerre mondiale
Il est mobilisé en 1939, avec le grade de lieutenant. À l’armistice, il gagne la Palestine en juin 1940 et y devient le délégué de la France libre. Bon connaisseur du contexte local, il est ensuite un proche collaborateur du général Catroux et sera l'un des négociateurs des accords de Saint-Jean-d'Acre après les combats en Syrie et au Liban contre les Français restés fidèles à Pétain. En août 1943, il est affecté à la 2e DB nouvellement créée par Leclerc qui l'affecte à son état-major comme chef du 2e bureau  (bureau de renseignements) ; il s’impose comme un des personnages-clefs de cet état-major, y jouant un rôle de premier plan. 
Il suit ensuite Leclerc en Indochine, et participe, avec ses qualités de diplomate, aux négociations de 1946 avec les autorités militaires du Viêt Nam. Il quitte l'armée avec le grade de lieutenant-colonel en juin 1946.

## Après la Guerre
De retour à la vie civile, il reprend sa carrière dans l'industrie pétrolière à Shell Indochine, puis à Shell Maroc en 1948. Après ses postes en Iran et Londres, il revient à Paris en septembre 1959. Il se suicide le 6 novembre 1962 à Paris, ses obsèques furent célébrées en l'église Saint Jean Baptiste de Neuilly, il fut inhumé à Goncelin dans la concession familiales de ses ascendants Corteys et Sachet.

## Décorations & Hommages
- Paul Repiton-Préneuf était officier de la Légion d'Honneur, titulaire de la médaille de la résistance et de la croix de guerre.
- En 1994, l'Imprimerie nationale dans sa collection Acteur de l'Histoire publie l’intégralité de son journal retraçant sa campagne militaire.
- Dans la crypte du prieuré Saint Charles Borrameen à Lurs, un gemmail dédié à la mémoire de Paul Repiton-Préneuf fut inauguré en novembre 1963. Cette reproduction en verre luminescent d'une peinture de Robert Naly, fut réalisée à Gemmaux de France par Roger Malherbe Navarin. Cet ancien corps de bâtiment, aménagée à la fin des années 1950, était utilisée par la société Shell-Berr l'accueil de séminaires. Paul Repiton-Préneuf avait pris une part active à cette réalisation.

## Ouvrages
- Rédacteur du chapitre La campagne de France dans l'ouvrage La 2e DB - Général Leclerc en France - Combats et combattants distribué aux anciens de la 2e DB en 1945.
- 2e DB : La Campagne de France, avec Georges Buis, Imprimerie nationale, réédité en 2003.